# Das war ich!
Das war ich! – eine Dorfidylle in einem Akt – stammt vom Komponisten Leo Blech; in seinem Werkverzeichnis wird sie unter „op. 12“ geführt. Das Libretto stammt von Richard Batka unter Verwendung des gleichnamigen Schauspiels von Johann Hutt. Mit derselben Vorlage als Basis schuf der Komponist Johann Baptist Klerr seine Operette Die böse Nachbarin.

## Handlung
Röschen liebt Peter, doch Paul verweigert den beiden seine Einwilligung zum Heiraten. Obwohl verheiratet, hat Paul selbst Absichten; er sucht dauernd ihre Nähe, flirtet mit Röschen und schenkt ihr Blumen. Als er Röschen unter lautem Gelächter mit der Schubkarre durch den Garten fährt, belauscht die beiden die böse Nachbarin.
Die Nachbarin hatte einst selbst die Absicht, Paul zu heiraten, doch Martha kam ihr zuvor. Deshalb ist die Nachbarin immer noch eifersüchtig auf Martha und will ihr das „schändliche Tun“ Pauls verraten. Röschen und Paul hatten aber die Absichten der Nachbarin bemerkt und binden nun Peter und Martha in ihr lustiges Treiben mit ein. Peter wird von Röschen öffentlich geherzt und geküsst, und Paul fährt seine Ehefrau unter großem Lachen mit der Schubkarre im Garten umher.
Als die Nachbarin nun in aller Öffentlichkeit das unmoralische Handeln Pauls anprangern will und vom Schubkarren-Fahren erzählt, ruft Martha: „Das war ich!“; als das Küssen zur Sprache kommt, ruft Peter laut: „Das war ich!“ Der Protest der Nachbarin nützt nichts, und sie wird von allen ausgelacht. Da Paul seinen Widerstand aufgegeben hat, können Peter und Röschen nun heiraten. Unter Jubel über diese Ankündigung fällt der Vorhang.